# Stads- en Academisch Ziekenhuis Utrecht
Het Stads- en Academisch Ziekenhuis Utrecht (SAZU) was het voormalig academisch ziekenhuis in Utrecht dat werd opgericht in 1924.
Dit ziekenhuis lag tussen de Catharijnesingel en het spoor op het adres Catharijnesingel nummer 101. Het ziekenhuiscomplex, met veschillende gebouwen, strekte zich uit van gebouw 3, Neurologie/Psychiatrie, aan de Nicolaas Beetsstraat tot de polikliniek aan de Vaartsestraat.

## Tijdlijn
- vóór 1817 is er het gasthuis aan de Lange Jufferstraat
- 1817 - het Academisch Ziekenhuis (AZ / AZU) vestigt zich aan de Catharijnesingel; het vormt een voortzetting van het Catharijnegasthuis
- 1866 - om ruimtegebrek op te lossen worden gronden aan de Catharijnesingel aangekocht voor nieuwbouw
- 1872 - het ziekenhuis aan de Catharijnesingel wordt geopend[5]
- 1924 - het ziekenhuis gaat Stads- en Academisch Ziekenhuis (SAZU) heten
- 1971 - het samenwerkingsverband van rijk en gemeente Utrecht wordt beëindigd en het ziekenhuis heet weer AZU
- 1989 - het AZU verhuist naar De Uithof
- 1999 - het AZU fuseert met het Wilhelmina Kinderziekenhuis (WKZ) en de Medische faculteit van de Universiteit Utrecht (MFU) en krijgt de naam (UMC Utrecht), die het tot op heden heeft.

## Fotogalerij

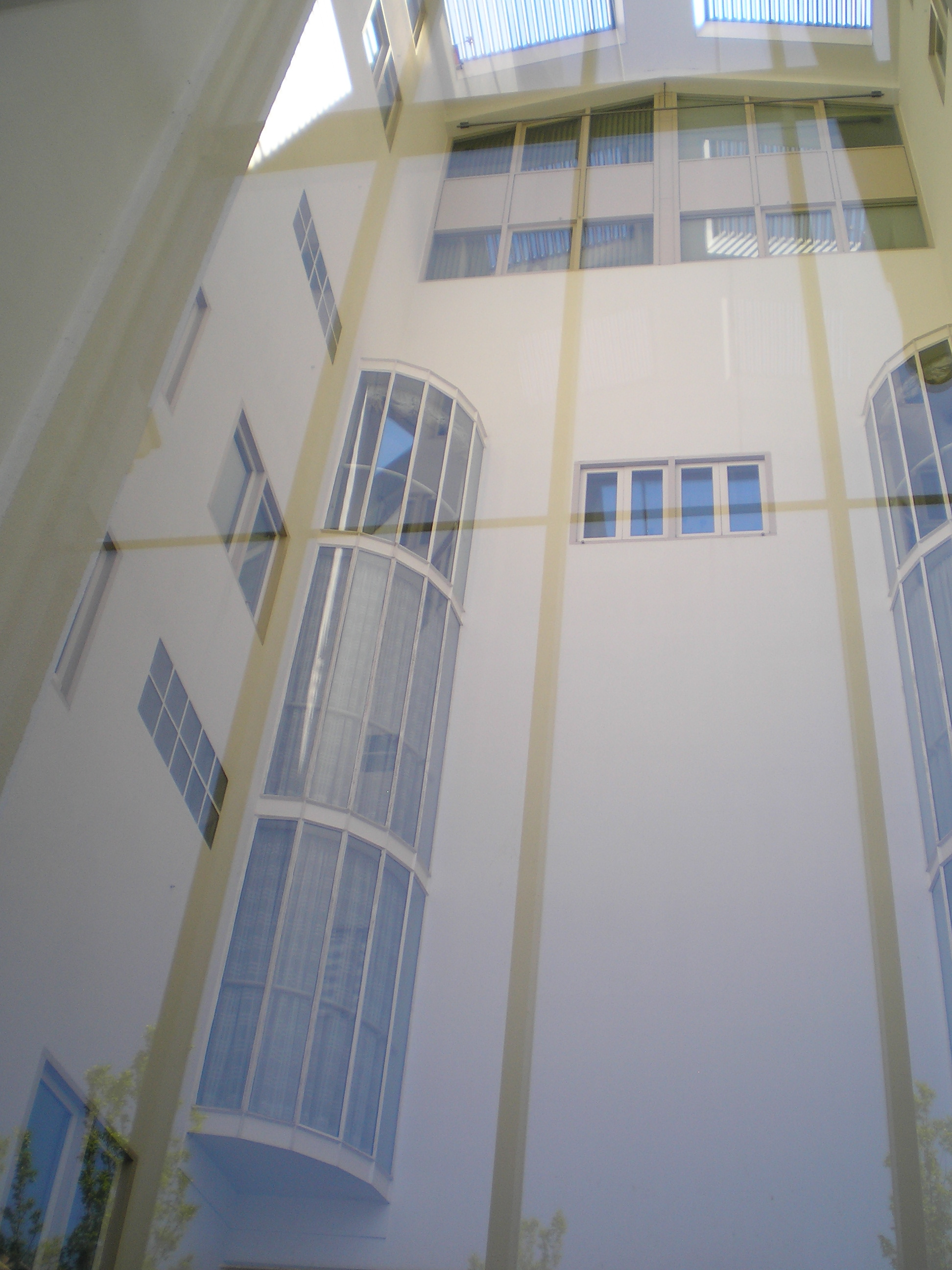

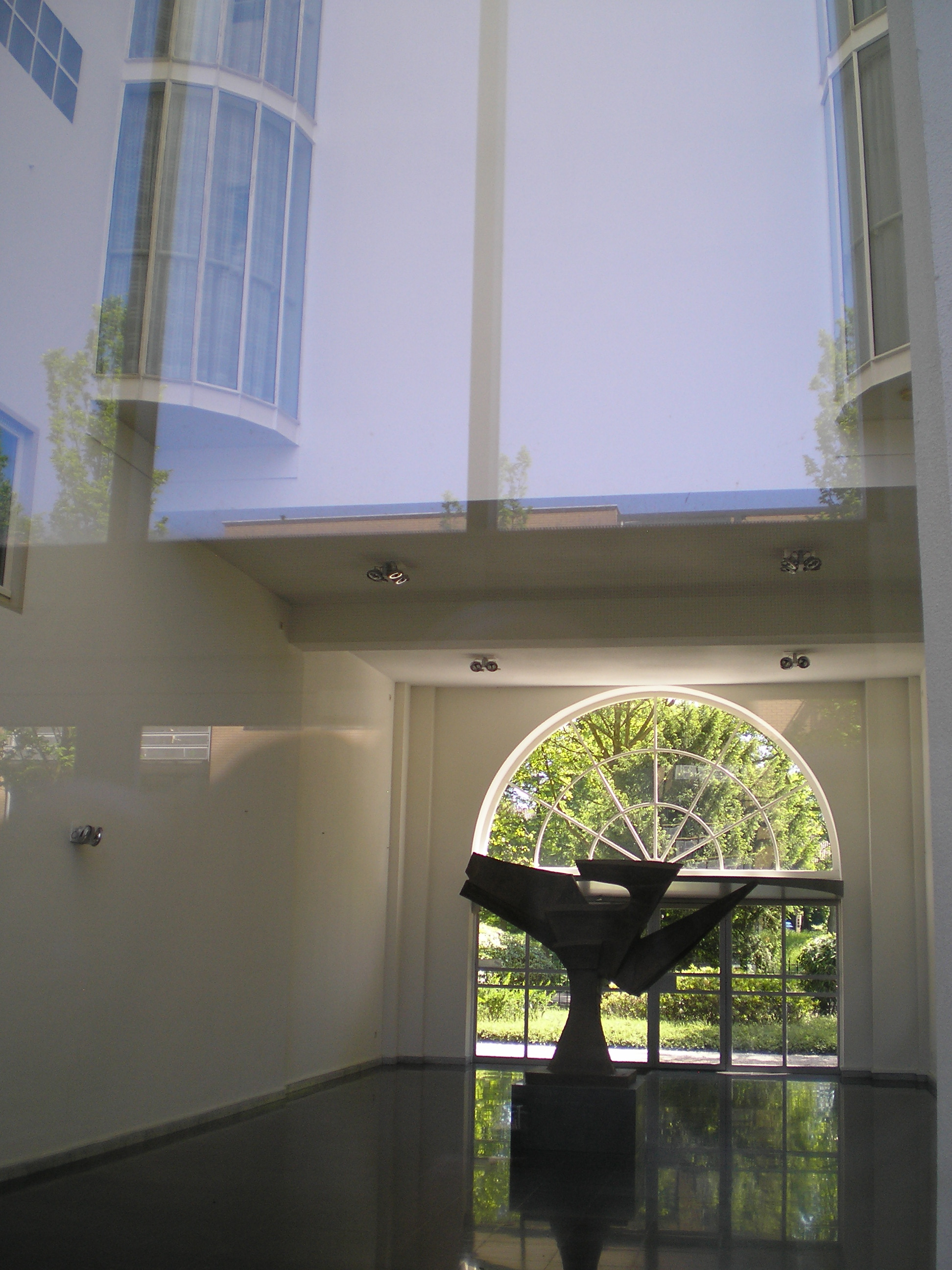
Hal van Hoofdgebouw (gebouw 1 genoemd) van het voormalige SAZU aan de Catharijnensingel 101
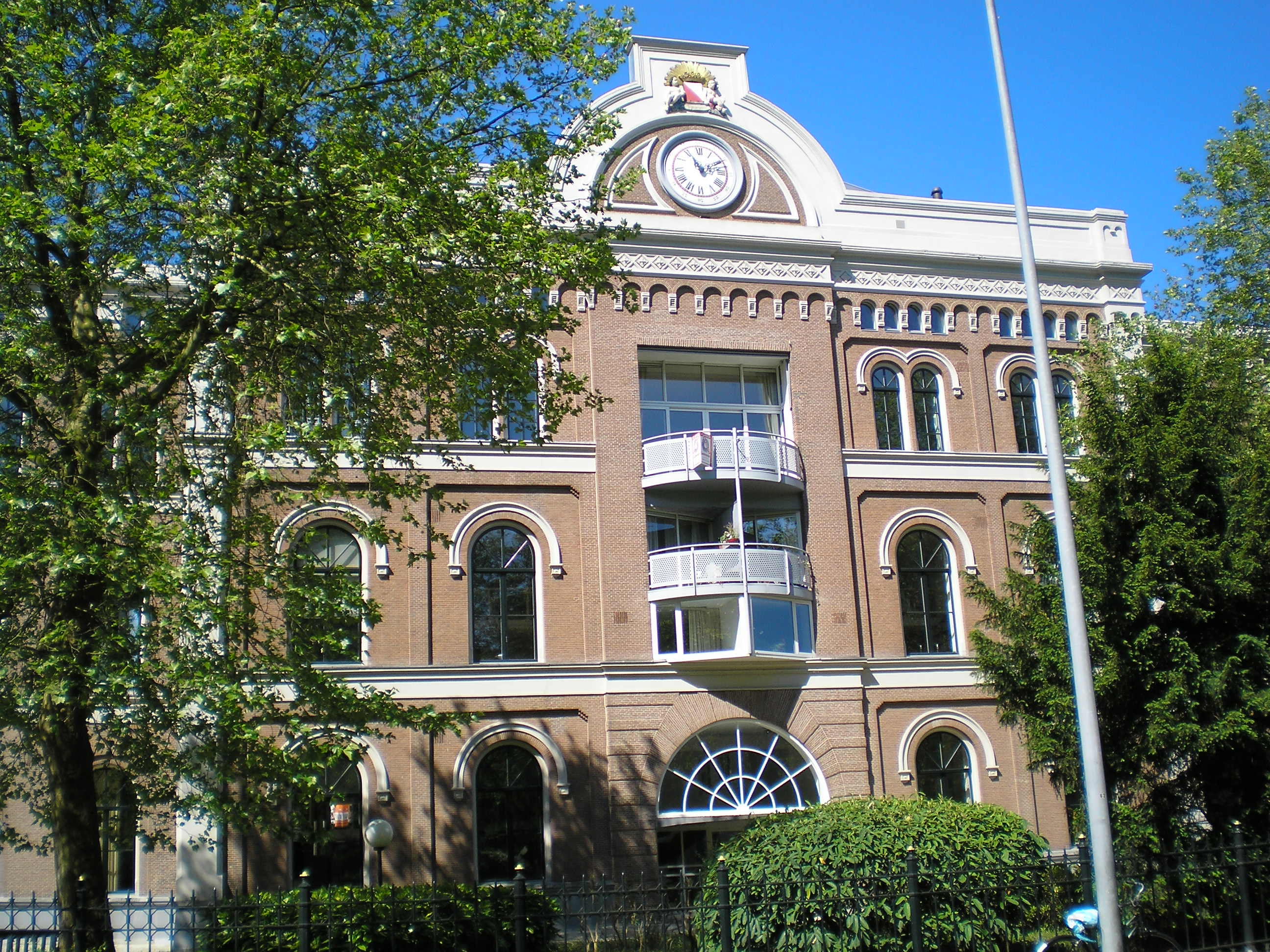
Hoofdgebouw (gebouw 1 genoemd) van het voormalige SAZU
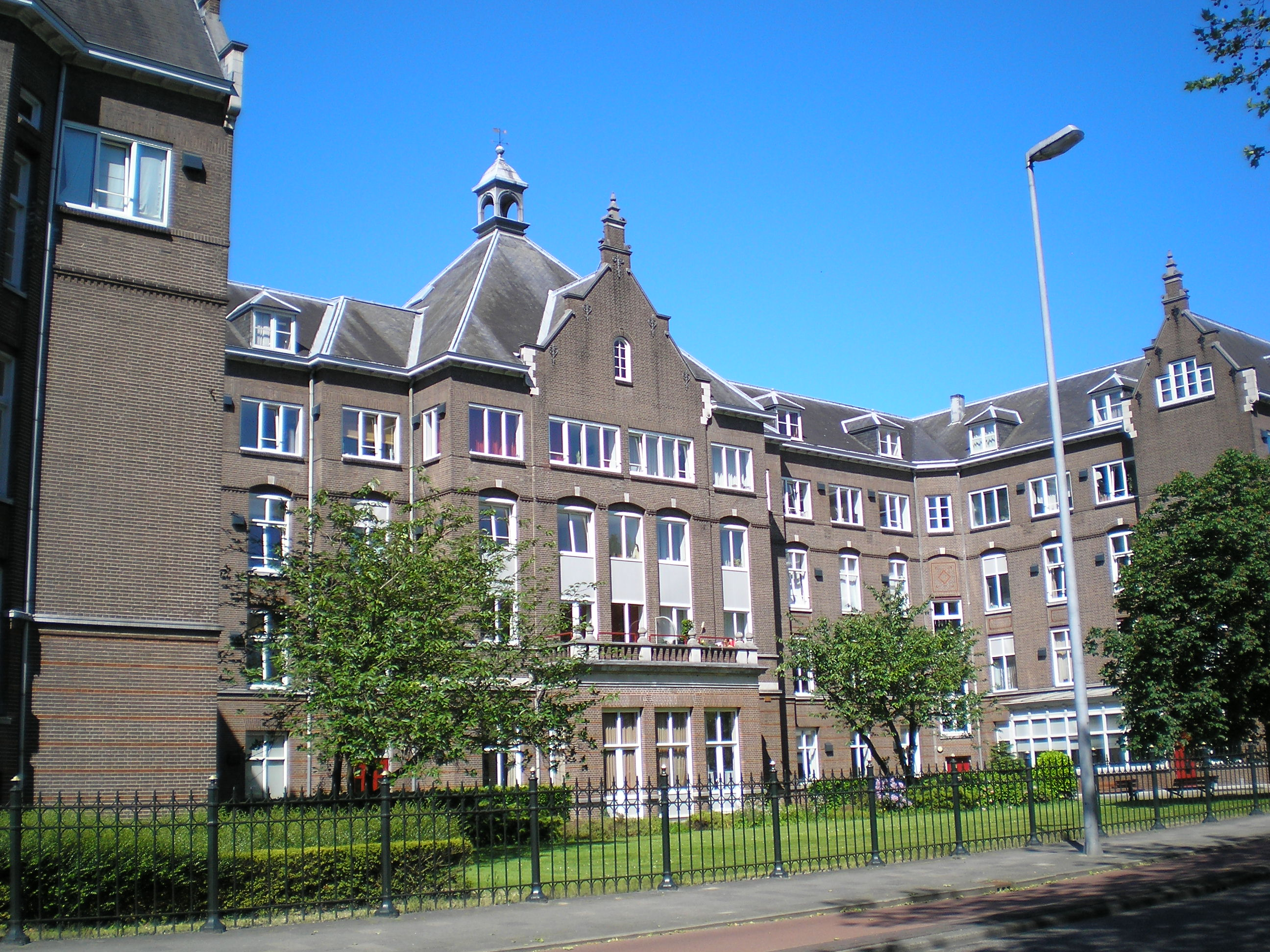
Zusterhuis van het voormalige SAZU aan de Catharijnensingel 101
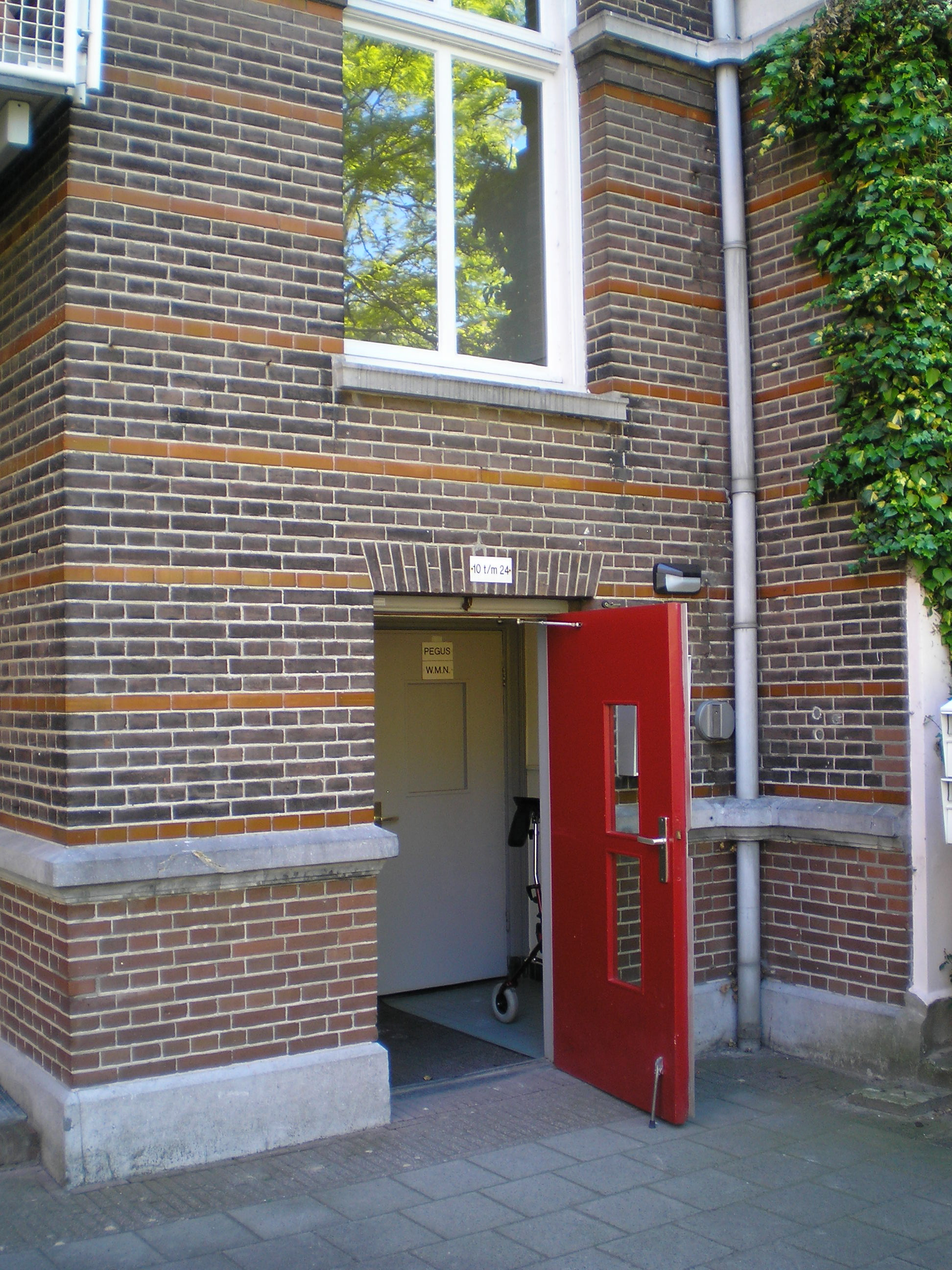
Toegangsdeur tot PTT en computerruimte in het Zusterhuis van het voormalige SAZU
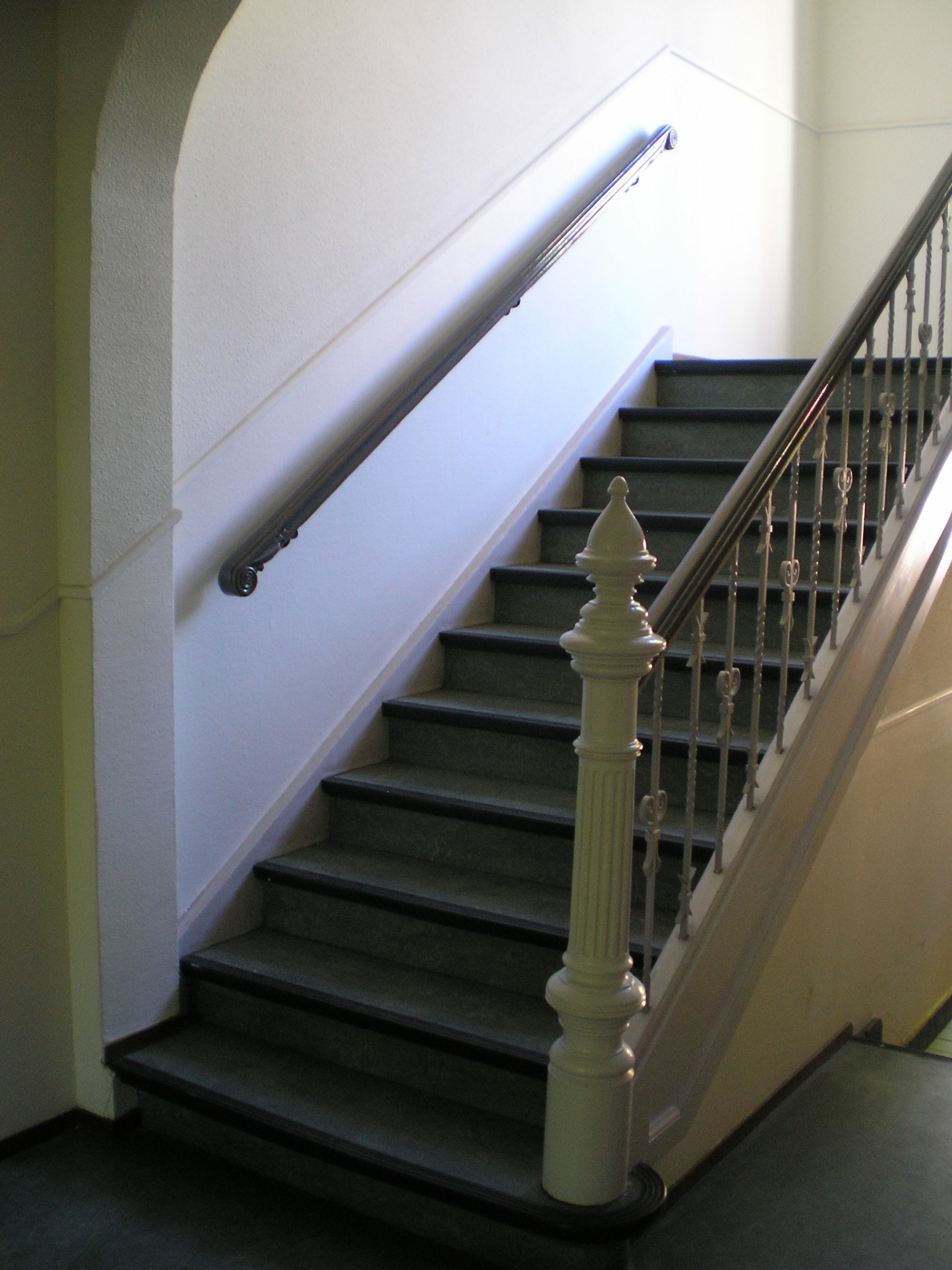
Trappenhuis in het Zusterhuis van het voormalige SAZU
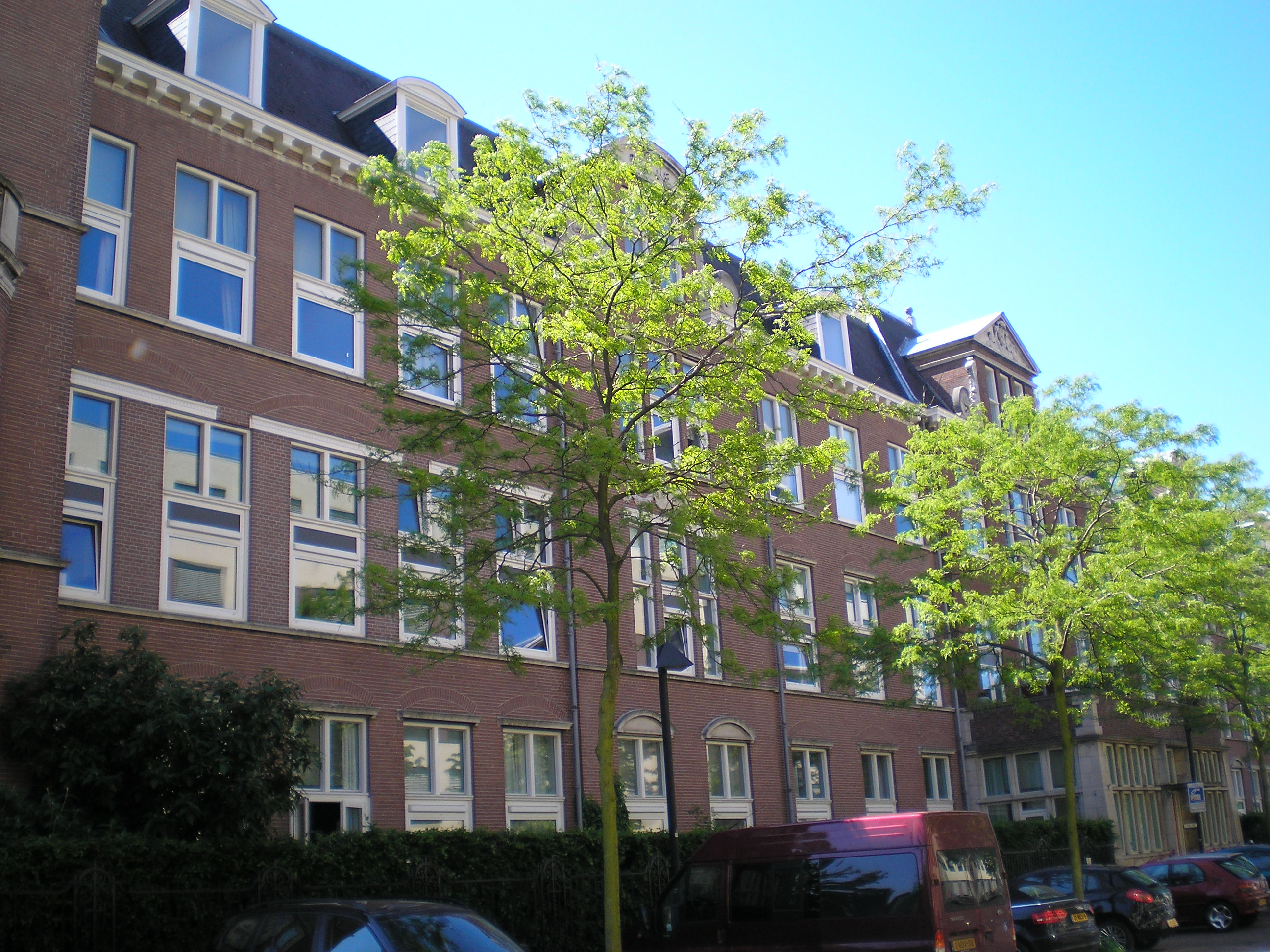
Psychiatrie en Neurologie (gebouw 3 genoemd) van het voormalige SAZU aan de Nicolaas Beetsstraat 24
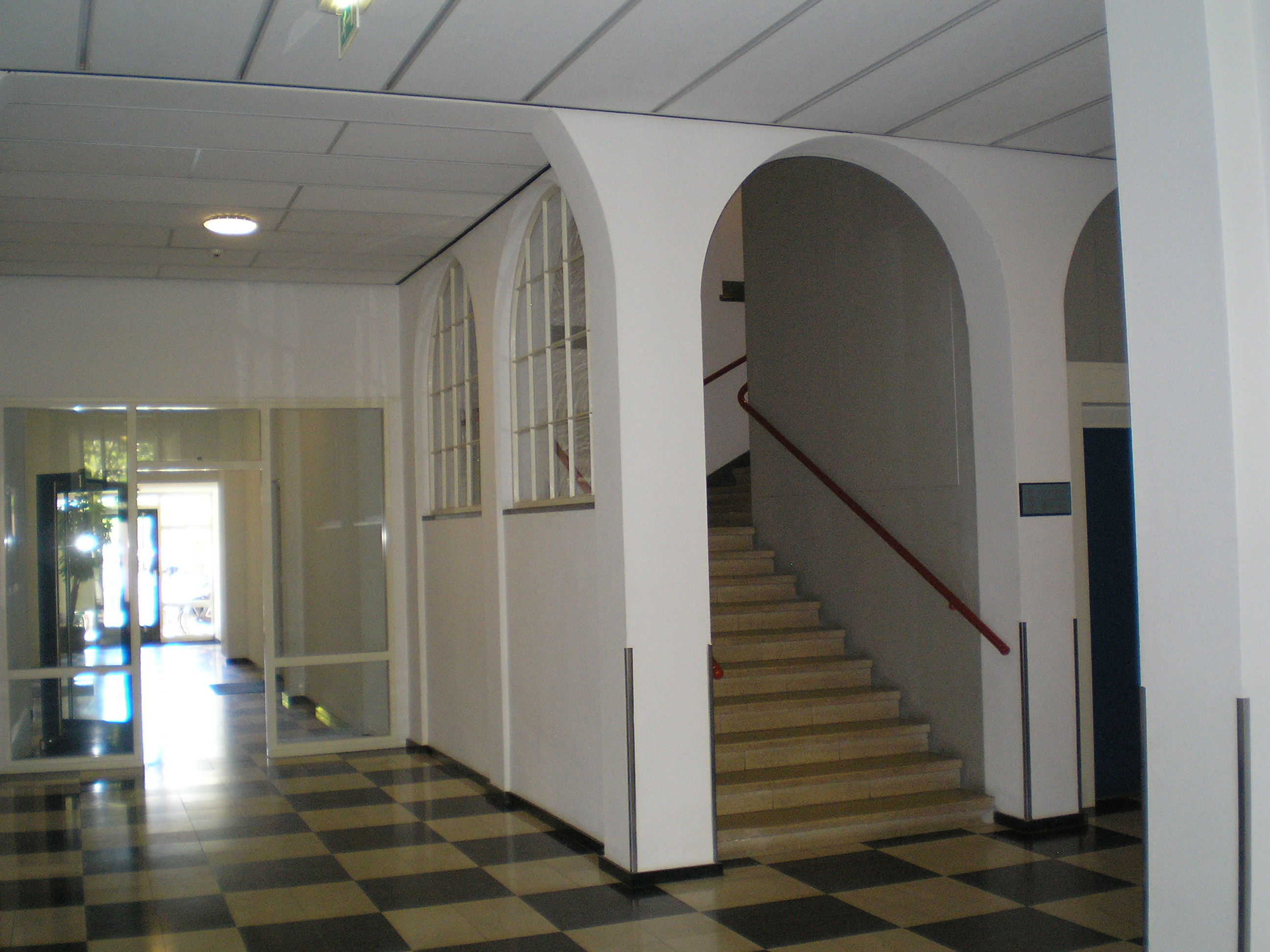
Hal van de Psychiatrie en Neurologie (gebouw 3 genoemd) van het voormalige SAZU
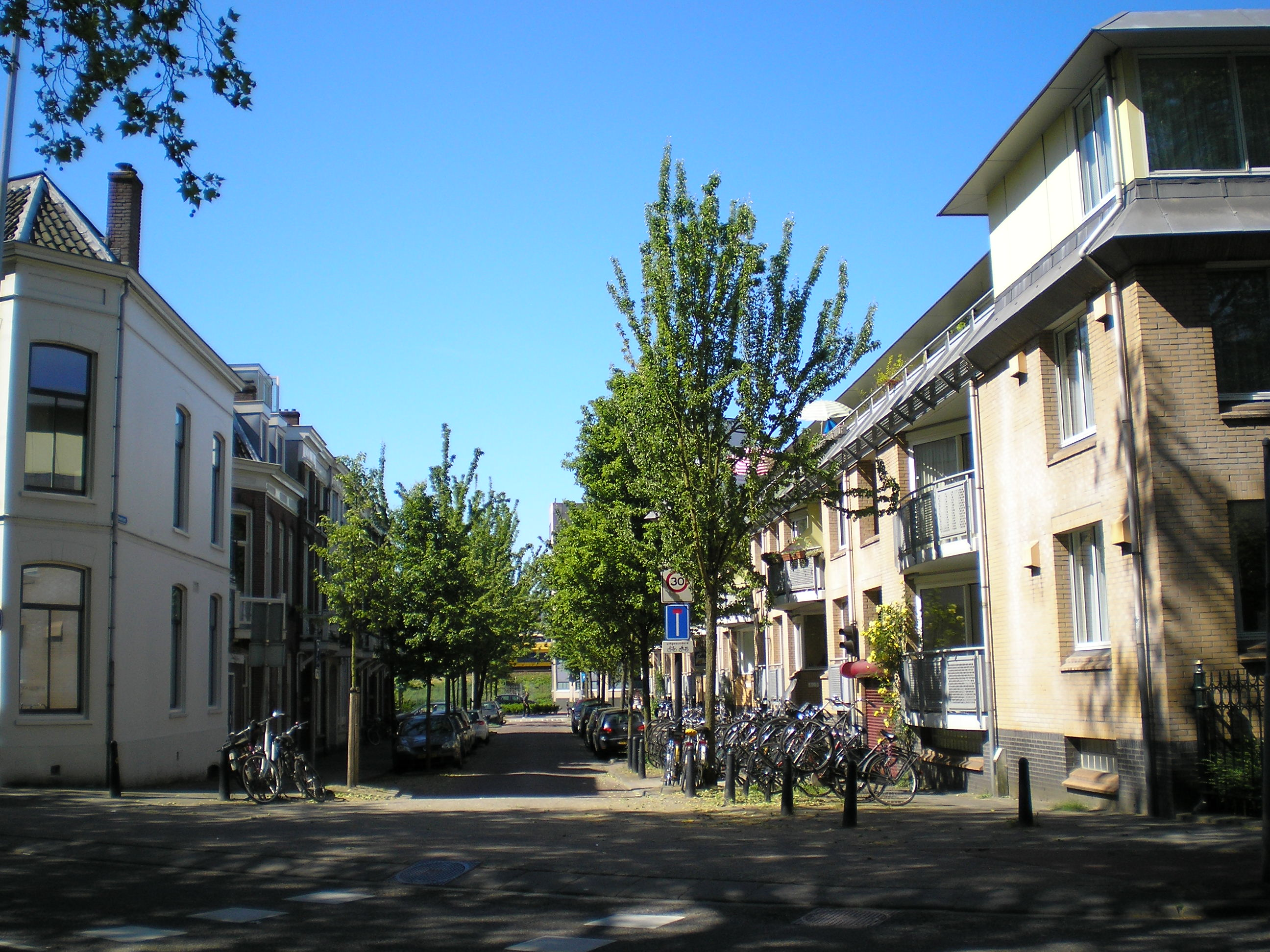
Vaartsestraat met rechts waar de polikliniek van het voormalige SAZU zat

Hedendaags:
Diakonessenhuis ·
Prinses Máxima Centrum  ·
St. Antonius Ziekenhuis (Utrecht) ·
Universitair Medisch Centrum Utrecht

Niet meer bestaand:
Academisch Ziekenhuis Utrecht ·
Amaliastichting ·
Catharijnegasthuis ·
Centraal Militair Hospitaal ·
Emmakliniek ·
Kraamkliniek Huize Ooievaar ·
Leeuwenbergh Gasthuis ·
Mesos Medisch Centrum ·
Ooglijdersgasthuis ·
Stads- en Academisch Ziekenhuis Utrecht ·
Sint Antonius Ziekenhuis (voormalig) ·
St. Joannes de Deo Ziekenhuis ·
Wilhelmina Kinderziekenhuis ·
Ziekenhuis Oudenrijn · 
Ziekenhuis Overvecht